# Nocellara del Belice
Pour les articles homonymes, voir Belice (homonymie).

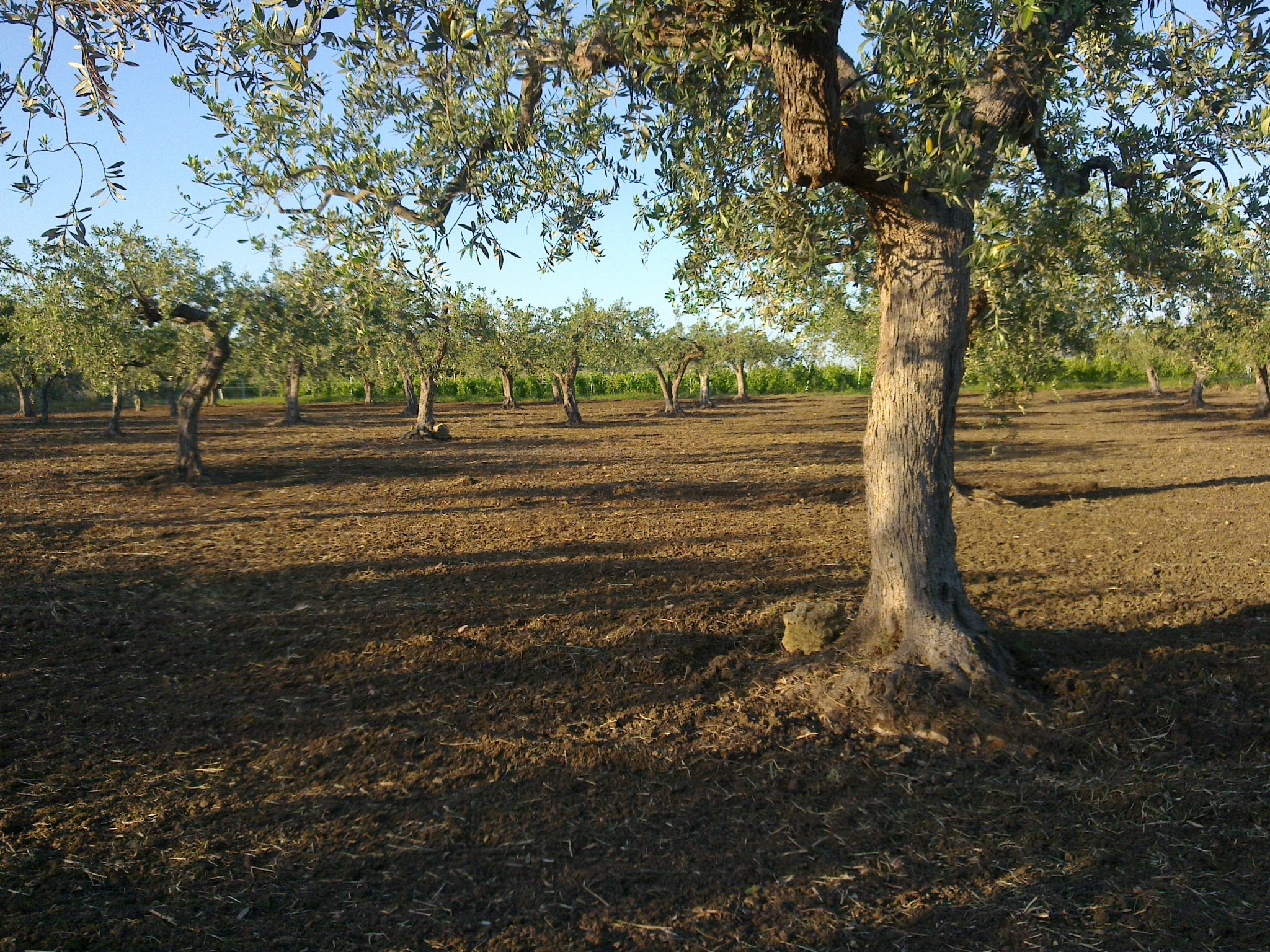
Oliveraie de la variété d'olive Nocellara del Belice.

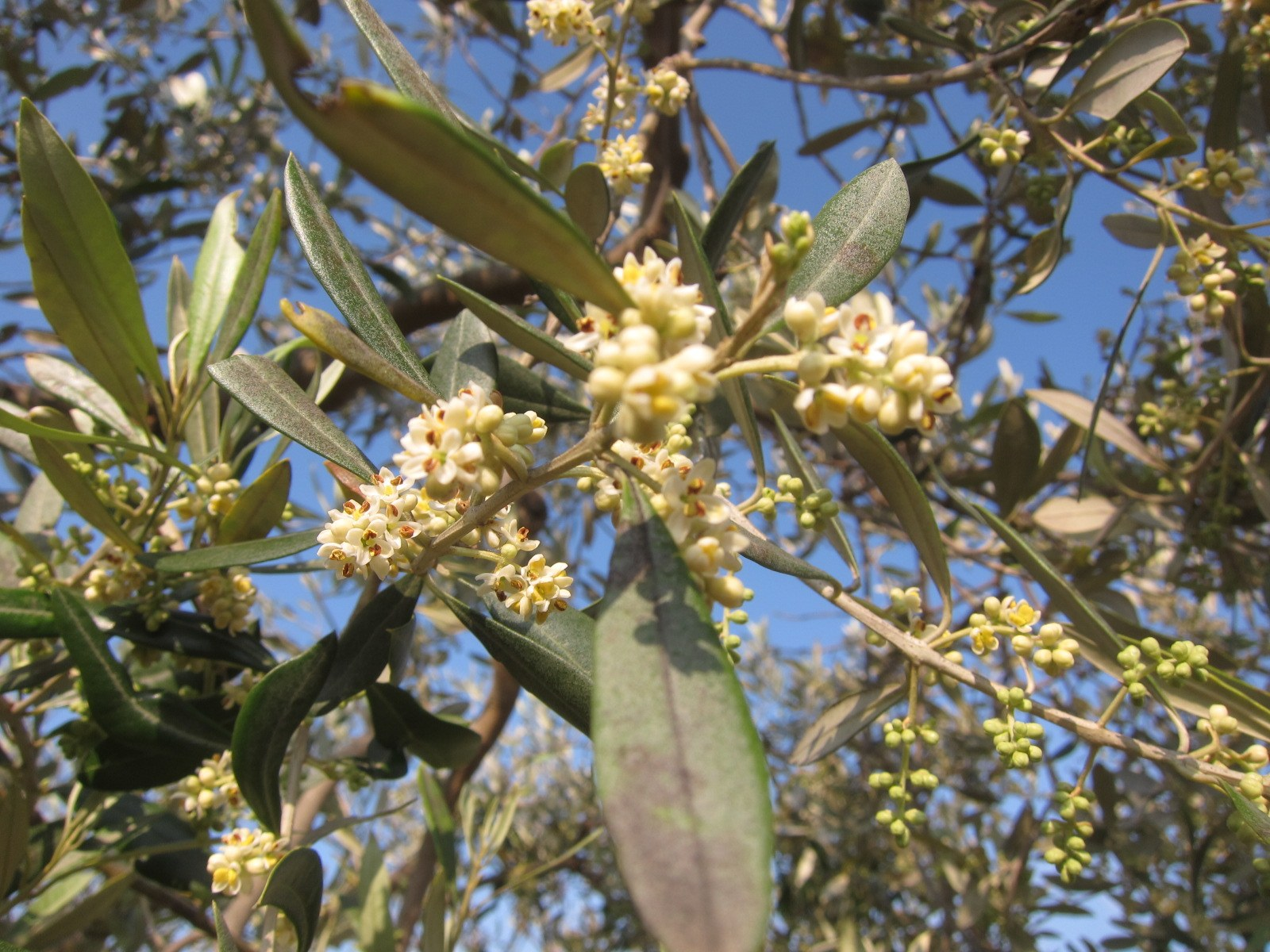
Nocellara del Belice en fleurs.

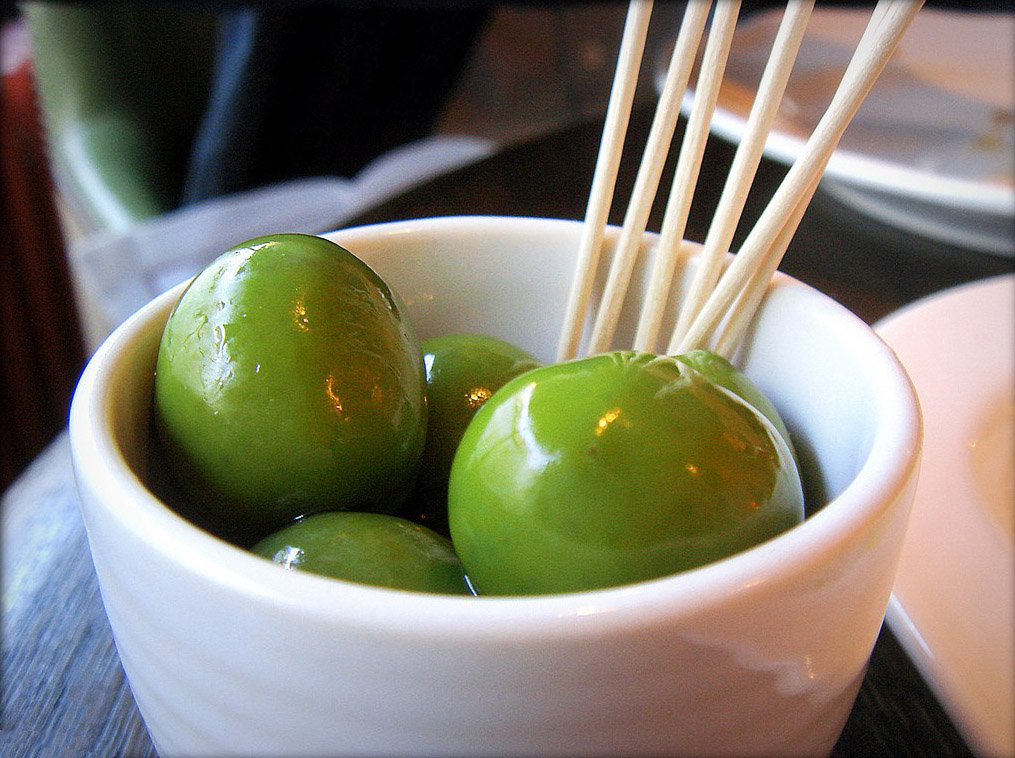
En apéritif !

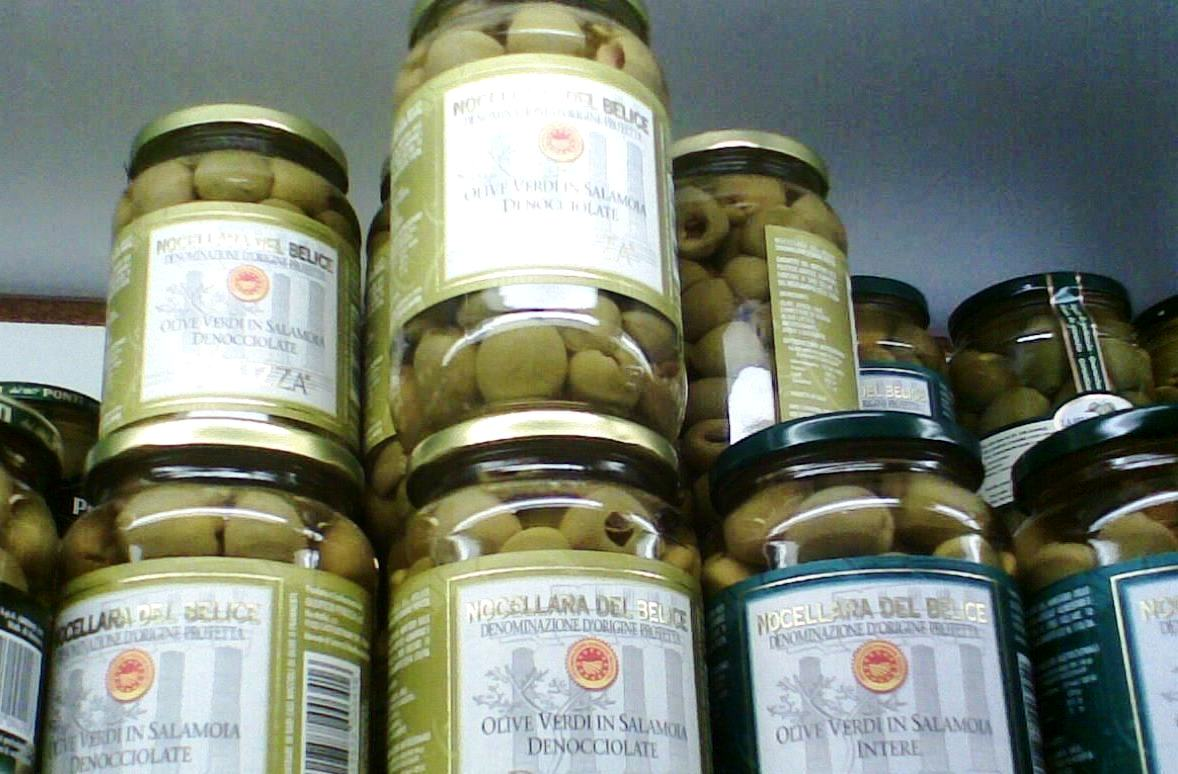
Nocellara del Belice DOP en bocaux de verre.

Nocellara del Belice est une variété d'olive présente principalement sur les terroirs de la vallée du Belice en Sicile occidentale.
La qualité de la production oléicole dans la vallée du Belice résulte d'une histoire millénaire et d'une longue tradition consolidée, qui remontent à l'époque des colonies grecques de la Sicile.
Dans la province de Trapani, depuis 1998, la dénomination Nocellara del Belice  est protégée au niveau européen par une appellation d'origine protégée (AOP).
Son gout est intense et corsé avec des notes de tomate.

## Synonyme
Ses principaux synonymes  sont « Aneba », « Nuciddara », « Nocciolara », « oliva da salari », « Nebba » et « Tunna ».

## Diffusion
Principalement présente en Italie, surtout en Sicile ; dans la province de Trapani
sa zone de production comprend le territoire des communes de Castelvetrano, Campobello di Mazara et Partanna.
Elle est aussi diffusée dans d'autres pays tels l'Inde et le Pakistan.

## Caractéristique
C'est seulement dans les conditions pédoclimatiques et environnementales de la vallée du Belice, typiques du climat méditerranéen, que la « Nocellara del Belice » peut exprimer toutes ses potentialités autant du point de vue de la production que de la qualité.
La Nocellara del Belice peut être utilisée  pour la consommation de table et pour la production de l’huile. La Nocellara del Belice est aussi utilisée dans la fabrication du Belicino, un fromage sicilien.

### Olive de table
Récoltée à la main, elle est traitée soit en « vert » (sans attendre la maturation complète) soit une fois mûre.

### Huile d'olive
Cueillie manuellement ou mécaniquement, elle participe à la production de trois huiles à dénominations protégées : Val di Mazara Dop (90 % des variétés  Biancolilla, Nocellara del Belice, Cerasuola, conjointement ou non), Valli Trapanesi DOP (80 % d'arbres des variétés Nocellara del Belice, Cerasuola) et Valle del Belice (Nocellara del Belice présente dans les oliveraies traditionnelles dans une proportion minimale de 70 %.).